# 8088 Австралія
8088 Австралія (8088 Australia) — астероїд головного поясу, відкритий 23 вересня 1990 року.
Тіссеранів параметр щодо Юпітера — 3,582.